# Nadine Conte
Nadine Conte, née en 1963, est une trampoliniste française.
Aux Championnats du monde de trampoline 1982 à Bozeman, Nadine Conte est médaillée de bronze en trampoline synchronisé avec Nathalie Treil.
Elle est médaillée de bronze aux Championnats d'Europe 1983 à Burgos dans les épreuves individuelle et par équipes (avec Nathalie Treil, Nathalie Leroy et Yvonnick Millet) de trampoline.